# Hadol du Vivier
Pour les articles homonymes, voir Vivier.
Hadol du Vivier est un cheval de courses trotteur français, né en 1973 et mort en 1992, considéré comme l'un des principaux cracks de la fin des années 1970

## Carrière de courses
Issu de l'une des poulinières les plus marquantes de l'élevage de trotteur français, Ua Uka, Hadol du Vivier est acquis pour 50 000 FRF (44 927,5 EUR2023), une somme importante à l'époque, par Henri Levesque. Le cheval connait un début de carrière phénoménal, restant quasiment invaincu à 3 et 4 ans (23 victoires en 24 courses), sa seule défaite, dans le Prix Kalmia, s'expliquant par un départ complètement raté, qui le met hors course mais ne l'empêche toutefois pas de revenir échouer de peu pour la victoire. Son célèbre entraîneur avait même déclaré que son jeune prodige était meilleur que la grande Roquépine, ancienne pensionnaire de l'écurie. Il remporte toutes les grandes courses dévolues aux jeunes générations en France, mais aussi le Gran Premio d'Europa à Milan, où il s'adjuge le record d'Europe des 4 ans. Grandissime favori du Prix d'Amérique 1978, il ne peut y terminer qu'à la quatrième place, battu par Grandpré, son frère utérin Fakir du Vivier et Éléazar, son grand rival. Après la course, il est révélé que le cheval avait souffert de la gourme, dont il gardera par la suite des séquelles : Hadol du Vivier ne sera plus jamais le même cheval. Néanmoins, il réussira une grande carrière de cheval d'âge, couronnée par ses victoires dans l'Elitloppet ou le Prix de France et un record d'Europe en 1'13"1.
Devenu étalon à partir de 1981, il a moins tracé au haras que ses frères Fakir du Vivier et Jet du Vivier, donnant néanmoins quelques chevaux de valeur tels Sabre d'Avril 1'12, Quiradol d'Hilly 1'14 ou Uranus de Tillard 1'14.
Dans la nuit du 11 au 12 avril 1984, il fait l'objet d'un enlèvement retentissant au haras de Cheffreville. Deux millions de francs sont réclamés par son ou ses ravisseurs. Il a été retrouvé vivant peu après, à quelques dizaines de kilomètres de son haras, officiellement sans que la rançon ait été versée.

## Palmarès
France
- Prix de France (Gr.1, 1979)
- Prix de l'Atlantique (Gr.1, 1979)
- Prix René Ballière (Gr.1, 1978)
- Grand Critérium de vitesse de la Côte d'Azur (Gr.1, 1980)
- Prix de l'Étoile (Gr.1, 1976, 1977)
- Prix de Sélection (Gr.1, 1977)
- Critérium des 3 ans (Gr.1, 1976)
- Critérium des 4 ans (Gr.1, 1977)
- Critérium continental (Gr.1, 1977)
- Prix Pierre Plazen (Gr.2, 1976)
- Prix Marcel Laurent (Gr.2, 1977)
- Prix Phaeton (Gr.2, 1977)
- Prix de Bourgogne (Gr.2, 1978)
- Prix de Croix  (Gr.2, 1978)
- 2e Prix de l'Atlantique (Gr.1, 1978, 1980)
- 2e Prix Kalmia (Gr.2, 1976)
- 2e Grand Prix du Sud-Ouest (Gr.2, 1979)
- 2e Prix d'Été (Gr.2, 1979)
- 2e Prix de Bourgogne (Gr.2, 1979)
- 3e Grand Critérium de vitesse de la Côte d'Azur (Gr.1, 1979)
- 3e Prix de France (Gr.1, 1980)
- 3e Prix de Belgique (Gr.2, 1979)

 Suède
- Elitloppet (Gr.1, 1978)
- Åby Stora Pris (Gr.1, 1979)
- 2e Elitloppet (Gr.1, 1979)

 Allemagne
- Elite-Rennen (Gr.1, 1978)
- Grand prix d'Allemagne (Gr.1, 1977)
- Greyhound Rennen (Gr.1, 1977)
- Grosser Preis der Stadt Gelsenkirchen (Gr.2, 1979)
- 2e Grand Prix de Bavière (Gr.1, 1978)
- 3e Grosser Preis von Moenchengladbach (Gr.1, 1979)
- 3e Grosser Preis von Recklinghausen (Gr.1, 1979)

 Italie
- Gran Premio d'Europa (Gr.1, 1977)

 Pays-Bas
- Prix des Géants (Gr.1, 1979)

 États-Unis
- 3e International Trot (Gr.1, 1978)

## Origines
Hadol du Vivier est le quatrième produit de la prolifique poulinière Ua Uka, l'une des plus grandes poulinières de l'histoire du trot français.  
| Origines de Hadol du Vivier | Origines de Hadol du Vivier | Origines de Hadol du Vivier | Origines de Hadol du Vivier |
| --------------------------- | --------------------------- | --------------------------- | --------------------------- |
| Père Mitsouko               | Quiroga II                  | Calumet Delco               | Peter The Brewer            |
| Père Mitsouko               | Quiroga II                  | Calumet Delco               | Dillcisco                   |
| Père Mitsouko               | Quiroga II                  | Femina III                  | Enoch                       |
| Père Mitsouko               | Quiroga II                  | Femina III                  | Quasquara                   |
| Père Mitsouko               | Cantante II                 | Myosotis                    | Intermède                   |
| Père Mitsouko               | Cantante II                 | Myosotis                    | Éliane III                  |
| Père Mitsouko               | Cantante II                 | Sémillante                  | Bridge                      |
| Père Mitsouko               | Cantante II                 | Sémillante                  | Kerry IV                    |
| Mère Ua Uka                 | Kerjacques                  | Quinio                      | Hernani III                 |
| Mère Ua Uka                 | Kerjacques                  | Quinio                      | Germaine                    |
| Mère Ua Uka                 | Kerjacques                  | Arlette III                 | Loudéac                     |
| Mère Ua Uka                 | Kerjacques                  | Arlette III                 | Maggy II                    |
| Mère Ua Uka                 | Flicka                      | Ibarra                      | Quo Vadis                   |
| Mère Ua Uka                 | Flicka                      | Ibarra                      | Zsiba                       |
| Mère Ua Uka                 | Flicka                      | Va Sylva                    | Huron II                    |
| Mère Ua Uka                 | Flicka                      | Va Sylva                    | Carmen Sylva                |